# بلریو-اسپاد اس.۲۰
بلریو-اسپاد اس. ۲۰ (به انگلیسی: SPAD_S.XX) یک هواگرد ملخ‌پیشین تک‌موتوره از نوع جنگنده ساخت شرکت Blériot است. هواگرد بلریو-اسپاد اس. ۲۰ نخستین پروازش را در ۱۹۱۸ میلادی انجام داد. این هواگرد در سال اکتبر ۱۹۲۰ میلادی رسماً معرفی گردید. در مجموع، تعداد ۱۰۰ فروند از این هواگرد ساخته شده‌است.
طراح این هواگرد، André Herbemont بود.